# Distrikt Juli
Der Distrikt Juli liegt in der Provinz Chucuito in der Region Puno in Süd-Peru. Der Distrikt hat eine Fläche von 772 km² (nach anderen Quellen: 720 km²). Beim Zensus 2017 wurden 19.773 Einwohner gezählt. Im Jahr 1993 lag die Einwohnerzahl bei 25.070, im Jahr 2007 bei 23.741. Verwaltungssitz des Distriktes ist die 3868 m hoch gelegene Provinzhauptstadt Juli mit 8148 Einwohnern (Stand 2017). Juli liegt etwa einen Kilometer vom Südwestufer des Titicacasees entfernt. Die Nationalstraße 3S führt von Puno kommend an Juli vorbei nach Desaguadero.

## Geographische Lage
Der Distrikt Juli liegt im Altiplano am Südwestufer des Hauptsees des Titicacasees im Nordwesten der Provinz Chucuito.
Der Distrikt Juli grenzt im Osten an den Distrikt Pomata, im Südosten an den Distrikt Huacullani, im Südwesten an den Distrikt Conduriri, im Westen an den Distrikt Ilave sowie im Nordwesten an den Distrikt Pilcuyo.